# Spielwarenmesse eG
Die Spielwarenmesse eG ist ein Messeveranstalter und Marketingdienstleister für die Spielwarenbranche. Unter anderem organisiert sie mit der Nürnberger Spielwarenmesse die größte Fachmesse aus der Spielwaren- und Konsumgüterbranche. 2022 übernahm die Spielwarenmesse eG die Veranstaltung Internationale Spieltage Spiel in Essen, die weltgrößte Publikumsveranstaltung für nicht-elektronische Spiele.

## Geschichte
Die Spielwarenmesse eG wurde am 11. Juli 1950 unter dem Namen Deutsche Spielwaren-Fachmesse eGmbH von 46 Firmen gegründet. 1958 erfolgte die Umbenennung in Spielwarenmesse eGmbH, 1973 schließlich in Spielwarenmesse eingetragene Genossenschaft. Als Organe fungieren der Vorstand, der Aufsichtsrat und die Generalversammlung. Jährlich bringt die Spielwarenmesse eG Anfang Februar 2.700 Aussteller und rund 80.000 Fachbesucher in Nürnberg zusammen.
Bis 2013 veranstaltete sie jährlich die Global Toy Conference, die zusammen mit internationalen Referenten parallel zur Spielwarenmesse in Nürnberg stattfand. Seit 2014 bietet das Toy Business Forum Vorträge von Experten aus dem Bereich Handel, Marketing, Digitalisierung, Nachhaltigkeit und Trends.
Repräsentanten gibt es in 90 Ländern. Zudem kümmert sich das Tochterunternehmen „Spielwarenmesse Shanghai Co., Ltd.“ um Anfragen aus China.
Zum 1. Januar 2022 übernahm die Spielwarenmesse eG die Veranstaltung Internationale Spieltage Spiel in Essen, die weltgrößte Publikumsveranstaltung für nicht-elektronische Spiele, vom Friedhelm Merz Verlag. Dabei blieben die Geschäftsführerinnen und bisherigen Ausrichterinnen des Friedhelm Merz Verlags, Dominique Metzler und Rosemarie Geu, weiterhin mit der Leitung der SPIEL betraut und auch die Ausrichtung als Endkonsumentenmesse der Brettspielszene soll beibehalten bleiben.

## Unternehmensbeteiligungen
Gemeinsam mit dem russischen Spielwarenverband RNTA (Russian National Toy Association) ist die Spielwarenmesse eG an der Messedurchführungsgesellschaft RNTA Expo beteiligt. Sie organisiert die russische Fachmesse der Branche Toys & Kids Russia in Moskau.